# Dionisio de Revuelta
Dionisio de Revuelta (Madrid, principis del segle xix - Madrid, finals del segle xix) va ser un militar i funcionari castellà, i alcalde-corregidor de Reus.
El febrer de 1838 era subtinent de l'exèrcit i va ser protagonista d'alguns actes de guerra a la província de Toledo en el curs de la Primera Guerra Carlina, on lluitava al costat dels liberals. Va entrar després de funcionari a l'estat, i el 1848 va ser nomenat pel govern, alcalde de Reus i cap civil del districte, càrrec al que va accedir després de la dimissió, el 17 d'abril, de l'anterior alcalde Luis de Llano, que, també nomenat pel govern, havia pres possessió l'1 de gener d'aquell any. Sembla que els motius d'aquesta substitució eren el retorn de l'exili d'Espartero i l'aixecament d'algunes partides carlines comandades per Ramon Cabrera a la Guerra dels Matiners. El govern volia militars amb experiència a les ciutats principals del Principat. Revuelta va fer algunes sortides punitives amb la tropa aquarterada a Reus, i el Camp de Tarragona va quedar en pau. Es van organitzar diverses festes i es van recuperar els carnavals, que s'havien deixat de celebrar durant uns anys. Encara, el 1849, va sortir en armes des de Reus contra els militars republicans Gabriel Baldrich i Francesc Bellera que s'havien alçat en armes amb uns 200 homes, als quals va dispersar vora Vilanova d'Escornalbou. El 1848 va gestionar "en mala hora para el hospital", diu l'historiador Andreu de Bofarull, el llegat de Narcís Sunyer, unes 15.000 lliures catalanes, que havia deixat per a la reforma de l'hospital de Sant Joan, i va actuar, sempre segons Bofarull, sense consultar cap expert i va concedir l'obra de reforma a un amic seu, i a funcionaris que depenien d'ell la gestió dels diners. De les 15.000 lliures que s'havien d'usar per reformar l'hospital, en van desaparèixer algunes quantitats, però es van gestionar correctament unes altres 16.000 que havien d'anar a la Casa de la Caritat. Francesc Torné explica que Dionisio de Revuelta, no va saber fer front a una revolta popular que hi va haver a la ciutat per protestar contra uns nous impostos sobre els aliments. La població va sortir al carrer i va enderrocar diverses portes de la muralla on es cobrava el peatge. L'impost va començar a aplicar-se l'1 de gener de 1851, i es van enviar des de Tarragona, manats per un capità, quaranta homes armats per guardar les portes i evitar aldarulls. Però la gent va apedregar un soldat del portal de Salou, li van trencar el fusell que portava i els papers i van ferir un cobrador al que van deixar estès a terra i donat per mort. El jutge Salvador de Brocà va poder tranquil·litzar la multitud i la cosa no anà més lluny. Andreu de Bofarull diu que l'alcalde, sense interès per la població, ja que havia estat nomenat per favoritisme, no va fer res per a tranquil·litzar els ànims, i fins i tot va permetre el pas de cobradors acompanyats de soldats armats pel centre de la ciutat per anar a reclamar els impostos. La sortida dels treballadors de la feina al capvespre va portar una altra mobilització, i l'alcalde, acompanyat d'alguns regidors, es va refugiar al quarter, entre els militars. L'exèrcit, ni aquell dia ni el següent, no va intervenir de forma efectiva per a reprimir els activistes. Un esborrany d'informe elaborat per l'ajuntament diu que "No obstante lo acaecido, la población siguió con suma tranquilidad" i que una representació que s'estava fent al Teatre de les Comèdies no va ser interrompuda. El 3 de gener, va arribar a Reus el comandant militar de Tarragona que va declarar la llei marcial. El govern militar va amonestar Dionisio de Revuelta, que va dimitir, van portar a judici al comandant d'armes i el regidor en cap va anar a Madrid a demanar que se suprimís l'impost.
Al dimitir, Dionisio de Revuelta va tornar a Madrid, on va seguir de funcionari al Ministeri d'Estat. El 1864 el trobem com a tinent d'alcalde de l'Ajuntament de Madrid, i el 1885 era vicepresident de la Diputació provincial de Madrid.